# Moeda de 10 cêntimos de euro

## Faces
As moedas de 10 cêntimos de euro têm uma face comum e uma face específica para cada país.

### Faces nacionais em circulação
Atualmente (2007), 16 países emitem as moedas de 10 cêntimos de euro com as caras seguintes.